# 马提尼克行政区划

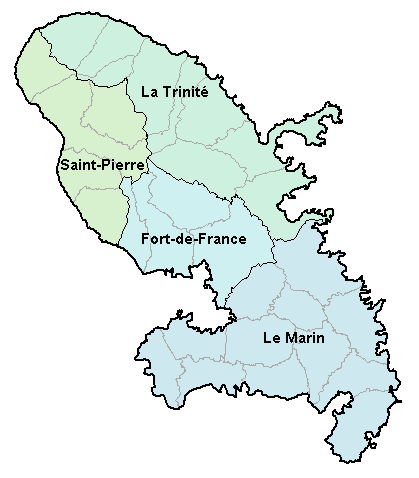
马提尼克行政区划

马提尼克分为4个区，分别为
- 法兰西堡区，包含4市镇。
- 勒马兰区，包含12市镇。
- 圣皮埃尔区，包含8市镇。
- 拉特里尼泰区，包含10市镇。